# Please Clap Your Hands
Albums de The Bird and the Bee
The Bird and the Bee (album)
(janvier 2007) One Too Many Hearts
(14 février 2008)
Please Clap Your Hands est un EP du duo pop américain The Bird and the Bee. Il contient 5 chansons dans la lignée du premier album éponyme du groupe. Inara George et Greg Kurstin enregistrent, dans cet EP, une reprise des Bee Gees intitulée How Deep Is Your Love. Ce titre est utilisé à maintes reprises dans des émissions notamment dans Grey's Anatomy. Sia Furler a participé à l'élaboration de la reprise en y prêtant sa voix.
Polite Dance Song est le seul single de l'EP. Le clip est réalisé par l'acteur Eric Wareheim le 8 janvier 2008. Ce titre est présent dans l'album Ray Guns Are Not Just The Future.
Please Clap Your Hands voit les instrumentistes et vocalistes contribuer pleinement dans son élaboration: Gus Seyffert à la guitare, Joey Waronker (collaborateur de Johnny Cash ou Nelly Furtado) aux percussions, Megan Geer Alsop, Alex Lilly, et accessoirement Sia Furler au chant. 

## Liste des morceaux
1. Polite Dance Song – 3:48
2. Man – 3:03
3. The Races – 3:27
4. So You Say – 3:12
5. How Deep is Your Love – 3:24 (Bee Gees)

## Single
- Polite Dance Song

## Clip
- Polite Dance Song